# Maria Geertruida Barbiers
Maria Geertruida Barbiers (Haarlem, 25 de gener de 1801 – Haarlem, 30 de gener 1879) fou una pintora neerlandesa, activa al segle xix.	

## Biografia
Nascuda com a filla de Pieter Barbiers III i Maria Geertruida Snabilie. El seu germà Pieter Barbiers IV i la seva germana Caecilia Geertruida també van ser pintors. El 1823 va contreure matrimoni amb el pintor Pieter de Goeje. És coneguda per les seves naturaleses mortes i pintura de flors, sovint va signar els seus treballs com a M.G. de Goeje Barbiers.
Va morir a Haarlem.